# Nancy Wanderley
Stellita de Souza, conhecida pelo nome artístico de Nancy Wanderley (Rio de Janeiro, 25 de fevereiro de 1927 — Florianópolis, 19 de dezembro de 2008) foi uma atriz, dubladora, locutora e comediante brasileira.
Foi a primeira esposa do humorista Chico Anysio, com quem teve o filho também ator, Lug de Paula, o "Seu Boneco" da Escolinha do Professor Raimundo.
Estreou no cinema, em 1954, no filme O petróleo é nosso. Depois participou de comédias como O Primo do Cangaceiro, No Mundo da Lua, Massagista de Madame, O Batedor de Carteiras, O Camelô da Rua Larga, Quem Roubou Meu Samba?, O Palhaço o Que É? e Samba em Brasília.
Trabalhou na Rádio Mayrink Veiga e em vários programas de humor na década de 1960 nas TVs Excelsior e Tupi. Participou de apenas uma telenovela, Rosa Baiana, na TV Bandeirantes, em 1981, onde viveu um personagem central da trama escrita por Lauro César Muniz.
Morreu aos 81 anos, de insuficiência respiratória, após uma semana de internação no Hospital Governador Celso Ramos, em Florianópolis.

## Filmografia

### Cinema
| Ano  | Título                 | Personagem |
| ---- | ---------------------- | ---------- |
| 1954 | O petróleo é nosso     | Nancy      |
| 1955 | O Primo do Cangaceiro  | —          |
| 1958 | O Batedor de Carteiras | Ernestina  |
| 1958 | O Mundo da Lua         | —          |
| 1958 | Massagista de Madame   | Juju       |
| 1958 | O Camelô da Rua Larga  | Aurora     |
| 1959 | Quem Roubou Meu Samba? | Iolanda    |
| 1959 | Eu Sou o Tal           | —          |
| 1960 | Pequeno por Fora       | —          |
| 1961 | O Palhaço o Que É?     | Custódia   |
| 1961 | Samba em Brasília      | Albertina  |

### Televisão
| Ano       | Título               | Personagem         |
| --------- | -------------------- | ------------------ |
| 1957      | Aí Vem a Dona Isaura | —                  |
| 1960-1963 | Chico Anysio Show    | Vários personagens |
| 1964      | O Desconhecido       | Matilde            |
| 1981      | Rosa Baiana          | Rosa Lua Nova      |

### Dublagem
| Ano  | Título            | Personagem |
| ---- | ----------------- | ---------- |
| 1959 | A Bela Adormecida | Flora      |